# Roar Grønvold
Pour les articles homonymes, voir Grønvold.
Roar Grønvold, né le 19 mars 1946 à Kongsberg, est un patineur de vitesse norvégien.

## Biographie
Aux Jeux olympiques d'hiver de 1972 organisés à Sapporo au Japon, Roar Grønvold remporte les médailles d'argent du 1 500 et du 5 000 mètres. Il est également médaillé d'argent aux championnats du monde et d'Europe toutes épreuves la même année,.

## Records personnels
| Distance      | Temps          | Année |
| ------------- | -------------- | ----- |
| 500 mètres    | 39 s 3         | 1972  |
| 1 000 mètres  | 1 min 21 s 32  | 1972  |
| 1 500 mètres  | 2 min 1 s 45   | 1972  |
| 5 000 mètres  | 7 min 22 s 55  | 1972  |
| 10 000 mètres | 15 min 19 s 98 | 1972  |